# Umajesty Williams
Umajesty Williams (* 13. April 1999 in Scottsdale, Arizona) ist ein philippinisch-US-amerikanischer Sprinter, der sich auf den 400-Meter-Lauf spezialisiert hat und der seit Juni 2022 für die Philippinen startberechtigt ist.

## Sportliche Laufbahn
Erste internationale Erfahrungen sammelte Umajesty Williams, der von 2017 bis 2022 an der University of Arizona studierte, im Jahr 2018, als er bei den U20-Weltmeisterschaften in Tampere mit 46,72 s im Halbfinale im 400-Meter-Lauf ausschied. Zudem gewann er dort mit der US-amerikanischen 4-mal-400-Meter-Staffel die Silbermedaille, trug aber nur im Vorlauf zum Finaleinzug bei. 2023 startete er für die Philippinen bei den Südostasienspielen in Phnom Penh und gewann dort in 46,52 s die Silbermedaille über 400 Meter hinter dem Malaysier Umar Osman. Zudem gewann er mit der Männerstaffel in 3:07,22 min die Goldmedaille und sicherte sich in der Mixed-Staffel in 3:23,69 min die Bronzemedaille hinter den Teams aus Vietnam und Thailand. Anschließend schied er bei den Asienmeisterschaften in Bangkok mit 47,55 s im Vorlauf über 400 Meter aus und gelangte mit der Männerstaffel mit 3:06,47 min auf Rang sechs. Im Oktober belegte er bei den Asienspielen in Hangzhou mit neuem Landesrekord von 3:04,89 min den fünften Platz mit der Staffel.
2021 wurde Ramirez philippinischer Meister im 400-Meter-Lauf.

## Persönliche Bestleistungen
- 200 Meter: 20,86 s, 23. März 2018 in San Diego
  - 200 Meter (Halle): 21,13 s, 27. Januar 2023 in Albuquerque (philippinischer Rekord)
- 400 Meter: 45,76 s, 29. Mai 2021 in College Station
  - 400 Meter (Halle): 46,61 s, 8. Februar 2019 in Lubbock